# Un nuovo futuro
Un nuovo futuro (Stasis) è un film di fantascienza del 2017 scritto e diretto da Nicole Jones-Dion.

## Trama
Nel 2067, dopo una guerra nucleare che ha provocato la morte di 7 miliardi di persone, un'organizzazione clandestina effettua dei viaggi temporali nel 2017 per cercare di cambiare la storia prima che inizi la catastrofe.